# Colchicum kurdicum
Colchicum kurdicum är en tidlöseväxtart som först beskrevs av Joseph Friedrich Nicolaus Bornmüller, och fick sitt nu gällande namn av Stef. Colchicum kurdicum ingår i släktet tidlösor, och familjen tidlöseväxter. Inga underarter finns listade i Catalogue of Life.